# Alonso Fernández Portocarreiro
Alonso Fernández Portocarreiro ou Alonso Fernandes Portocarreiro (m. 1384 foi o III Senhor de Moguer e II Senhor de Villanueva del Fresno.
Foi com Alonso Fernández Portocarreiro como III Senhor de Moguer e II Senhor de Villanueva del Fresno, que ficou de forma definitiva vinculado os morgadios de Moguer e de Villanueva del Fresno na linhagem da família Portocarreiro, fixados nas vizinhança de Sevilha. Foi contemporâneo de três reis, a saber, Pedro I de Castela, Henrique II de Castela e João I de Aragão, tendo estado sob as suas respectivas ordens. Durante o reinado de D. Pedro I, que pertencia à Dinastia de Borgonha, foi alcaide de Algeciras até à conquista da praça pelo rei de Granada, Maomé V, em 1369. Foi Senhor de vários Senhorios entre 1356 e 1362. Veio a morrer 1384, no cerco de Lisboa.
Pelos múltiplos serviços prestado em 1369 ao rei Henrique II, este distinguiu a sua vila de Moguer com o título de Muy Leal, e em 1371 confirmou a doação do senhorio de Villanueva del Fresno e concedeu-lhe a metade dos lucros dos estabelecimentos e das mercados de Sevilha. Os documentos também informam que foi Senhor de Espera (Cádis) e de Cebolla (Toledo). Corria o ano de 1375 fez a doação em morgadio do senhorio de Moguer ao seu filho Martin Fernandes de Portocarreiro. Tendo o rei Henrique II feito a confirmação no ano seguinte.

## Relações familiares
Foi filho de Martin Fernandes de Portocarreiro e de Maria Tenório, II senhora de Moguer, e filha do almirante Alonso Jofre Tenorio e de Elvira Alvarez. Casou por duas vezes, o primeiro casamento foi com Francisca Sarmento. O segundo com Teresa de Benevides.
Do primeiro casamento teve:
1. Martin Fernández Portocarreiro

Do segundo casamento, com Teresa de Benevides, filha de Men Rodrigues de Bíedma, Senhor de Santisteban del Puerto, teve:
1. Luís Méndez Portocarreiro.
2. Día Sánchez Portocarreiro.